# Bertelovci
Bertelovci su naselje u Republici Hrvatskoj u Požeško-slavonskoj županiji, u sastavu općine Jakšić.

## Zemljopis
Bertelovci se nalaze sjeverozapadno od Jakšić, susjedna naselja su Tekić na sjeveru, Treštanovci na zapadu te Svetinja i Eminovci na jugozapadu.

## Stanovništvo
Prema popisu stanovništva iz 2001. godine Bertelovci su imali 159 stanovnika.
| broj stanovnika | 123   | 121   | 151   | 152   | 154   | 150   | 182   | 173   | 134   | 199   | 181   | 165   | 171   | 171   | 159   | 151   | 139   |
|                 | 1857. | 1869. | 1880. | 1890. | 1900. | 1910. | 1921. | 1931. | 1948. | 1953. | 1961. | 1971. | 1981. | 1991. | 2001. | 2011. | 2021. |